# هری بومونت
هری بومونت (انگلیسی: Harry Beaumont; ۱۰ فوریهٔ ۱۸۸۸ – ۲۲ دسامبر ۱۹۶۶) هنرپیشه، فیلم‌نامه‌نویس و کارگردان اهل ایالات متحده آمریکا بود.